# كونشيرتو دي آرانخويث

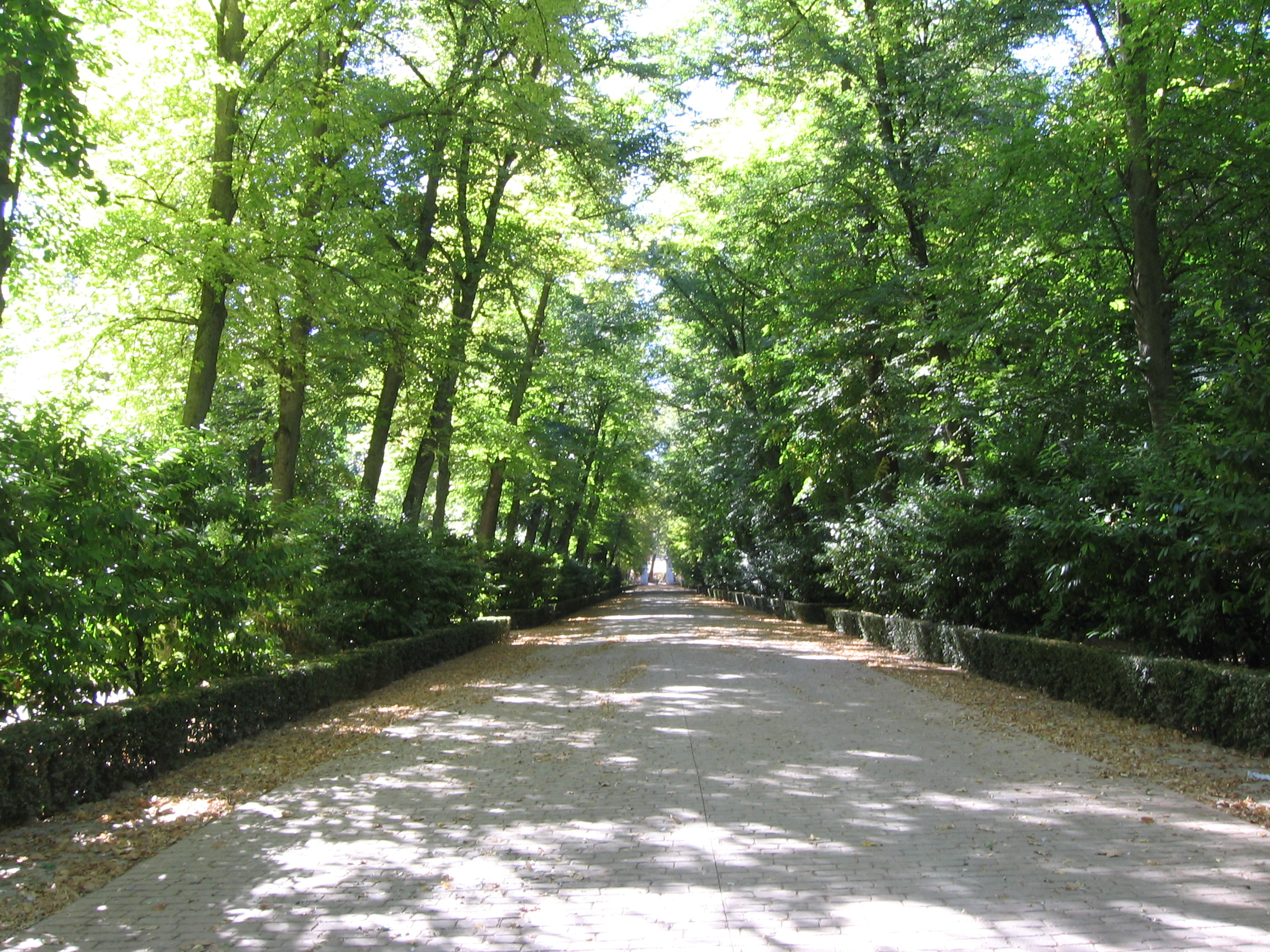
حدائق قصر آرانخويث.

كونشيرتو دي آرانخويث أو «حفل آرانخويث» (بالإسبانية:Concierto de Aranjuez)هي مقطوعة موسيقية مكونة من عزف للغيتار والأوركسترا. ألفها الملحن الإسباني خواكين رودريغو. قام بكتابتها في العام 1939 وغالبا تعد من أروع أعمال رودريغو الموسيقية وأكثرها شهرة على الإطلاق، كما أن نجاحها جعل من خواكين رودريغو واحدا من أكثر الملحنين الإسبان شهرة في القرن العشرين.
استوحيت موسيقى كونشيرتو دي آرانخويث من حدائق قصر آرانخويث الملكي في مدينة آرانخويث في إسبانيا. ذلك القصر الربيعي بني من قبل الملك فيليب الثاني ملك إسبانيا في النصف الأخير من القرن السادس عشر، وأعيد بناؤه في أواسط القرن الثامن عشر من قبل فرديناند السادس. قام العمل الفني بمحاولة نقل المستمعين إلى زمان ومكان آخرين وذلك عبر تجسيده لأصوات من الطبيعة. ذكرت أيضاً فيكتوريا زوجة خواكين رودريغو في سيرتها الذاتية أن إلهام المعزوفة تُعبّر عن الحُزن الذي مرَّ به خواكين بعد إجهاضها لطِفله، حيث تحكي المعزوفة خفقات الطفل الوليد الأخيرة قبل وفاته.
تم تأليف هذا العمل في باريس في العام 1939 وسط التوترات التي صاحبت الحرب المنتظرة. كان أول عمل يكتبه رودريغو أدمج فيه الإيتار والأوركسترا. الآلات لم تكن معتادة، حيث أنه من النادر استعمال الغيتار في وقت واحد مع فرقة أوركسترا كاملة، بالرغم من هذا إلا أن الإيتار طغى على صوت الأوركسترا في العمل.

## العرض الرئيسي
| التاريخ      | 9 نوفمبر 1940                                                      |
| عازف الإيتار | ريخينو زاينس دي لا ماسا "Regino Sainz de la Maza"                  |
| الأوركسترا   | أوركسترا فلهارومنيكا برشلونة "Orquesta Filarmónica de Barcelona"   |
| المايسترو    | سيزار ميندوزا لا زالي "César Mendoza Lasalle"                      |
| مكان العرض   | قصر الموسيقى الكاتالونية "Palau de la Música Catalana" في برشلونة. |

في 11 ديسمبر 1940 قدم الكونشرتو في أول عرض له في مدينة مدريد في تياترو إسبانيول دي مدريد بقيادة الموسيقار خيسوس آرماباري مع نفس العازف المنفرد «السوليست» دي لا ماسا.

## تكريم رودريغو
في العام 1991 تم منح رودريغو لقب "Marqués de los Jardines de Aranjuez" أو «ماركيز حدائق آرانخويث» من قبل الملك خوان كارلوس.

## وصلات خارجية
- موقع خواكين رودريغو
- History of Aranjuez's concerto
- Historic Recording - Audio by Regino Sainz de la Maza.

‌